# 芝川 (静岡県)
芝川（しばかわ）は、静岡県富士宮市を流れる富士川水系の一級河川。

## 地理
静岡県東部に位置する富士宮市北部の湧水群に源を発し、富士宮市を流れ富士宮市役所芝川出張所の東側で富士川に合流する。起点は猪之頭の静岡県養鱒場である．
水質は良く、富士宮市内を流れる源流域から中流域には養鱒場が複数あり、ヤマメ、アマゴ、ニジマスなどが放流されており渓流釣りが楽しめる。水量も豊かで北山用水など多数の用水に利用され、もともと水の少ない富士宮市中北部の土地を潤している。
カワノリの一種である富士海苔が採れ、かつては徳川将軍家に献上されていた。現在は貴重であり復活プロジェクトが進行中である。
流域に電力会社が進出しており、全体に発電のための取水が多く、水量が場所によりまちまちである。
「芝川水源」で、平成2年度手づくり郷土賞（生活を支える自然の水）受賞。

## 流域の観光地
富士宮市柚野地区では甌穴（ポットホール）や柱状節理を見ることができる。富士宮市白糸地区では芝川本流が音止の滝となり、支流が白糸の滝の一部を形成し、観光スポットとなっている。
- 陣馬の滝 - 支流の五斗目木川にある滝。
- 狩宿の下馬桜（富士宮市）
- 西山本門寺（富士宮市西山地区）
- 鱒の家 - 源流部にある静岡県水産試験場（富士養鱒場）の敷地内にあるニジマス料理の飲食店。

## 主な支流
- 大倉川
- 柚野布沢川
- 五斗目木川
- 西沢川
- 猫沢川